# مجموعة قلادة
في تسمية الاتحاد الدولي للكيمياء البحتة والتطبيقية للكيمياء، فإن مجموعة القلادة  أو المجموعة الجانبية هي مجموعة من الذرات المرتبطة بسلسلة العمود الفقري لجزيء طويل، وعادة ما يكون بوليمر. تختلف مجموعات القلادة عن السلاسل الجانبية حيث إنها ليست قليلة القسيمات ولا بوليمرية.
على سبيل المثال، مجموعات فينيل هي مجموعات قلادة على سلسلة بوليسترين.
عادةً ما ترفع المجموعات المعلقة الكبيرة الضخمة مثل الأدمانتيل درجة حرارة التحول الزجاجي (Tg) للبوليمر عن طريق منع السلاسل من الانزلاق عبر بعضها بسهولة. قد تخفض مجموعات قلادة الألكيل القصيرة من Tg بتأثير مادة تشحيم.